# 塩の道 (日本)
塩の道（しおのみち）は、塩や海産物を内陸に運ぶのに使われた道のことをいう。また反対に内陸からは、山の幸（食料に限らず、木材や鉱物も含む）が運ばれた道でもある。古くは製塩を海辺の塩田に頼っていたことから、日本の各地で、海と山を結ぶかたちで数多くあった。日本各地で盛んだった塩の道での往来は、大糸線や飯田線といった鉄道建設に反映されたり、1960年代以降に道路が整備されて、現在も物流の主要なルートとして残っている。
また海外においても、ネパール西北部のカリガンダキ渓谷地域やマレーシア（ボルネオ島）サバ州の世界最大の花ラフレシアが咲くクロッカー山脈公園を横切る塩の道をはじめ、各地に塩の道 が存在している。

## 概要
日本の塩の道は、特に中部地方（北陸道～東山道～東海道）の連絡線に多く、日本海側からは姫川沿いの千国街道（糸魚川 - 塩尻）や北国街道（直江津 - 追分）、太平洋側からは天竜川沿いの秋葉街道（御前崎 - 塩尻）や三州街道（岡崎 - 塩尻）などが代表的。日本では、全国各地に塩の運搬路はいくつもあり、特に雪深い内陸地域に住む住人にとって、冬場は漬物や味噌を作って保存するなど、塩は生活に欠かすことのできないものであることから、重要な生活路であった。また、宿場町やその周辺は藩によって重点的な開発が行われた例もある。
これらの街道沿いには、宿場町、城下町、神社、寺院があるほか、当時の道標、道祖神、二十三夜塔、庚申塔、馬頭観音・牛頭観音、塩倉（現・長野県小谷村千国）、牛方宿が残っていたり、番所（長野県小谷村千国）が復元されているほか、周辺の自然をジオパークとして整備し地域振興にも利用される例もある。

## 主な塩の道と宿駅
塩の道は日本全国にいくつもあり、内陸地へは場所によって様々なルートで運ばれてきた。特に日本海側の越後国と信濃国を結ぶ千国街道（糸魚川 - 塩尻）が塩の運搬に関する遺構も残されていて良く知られており、太平洋側の遠江国と信濃国を結ぶ秋葉街道（相良 - 塩尻）もまた「塩の道」であった。地名になっている「塩尻」とは「塩の道の尻」で、海で採れた塩の運搬路の終着点を意味している。また、長野県上田市にも塩尻の地名が残されているところがあり、東京湾千葉産の塩が中山道によって運ばれたほか、甲州街道や三州街道も塩の運搬に用いられた。なお、信濃国では遠江国や三河国など太平洋側から入る塩を「南塩」、越後国など日本海側から入る塩を「北塩」と呼んだ。

### 千国街道

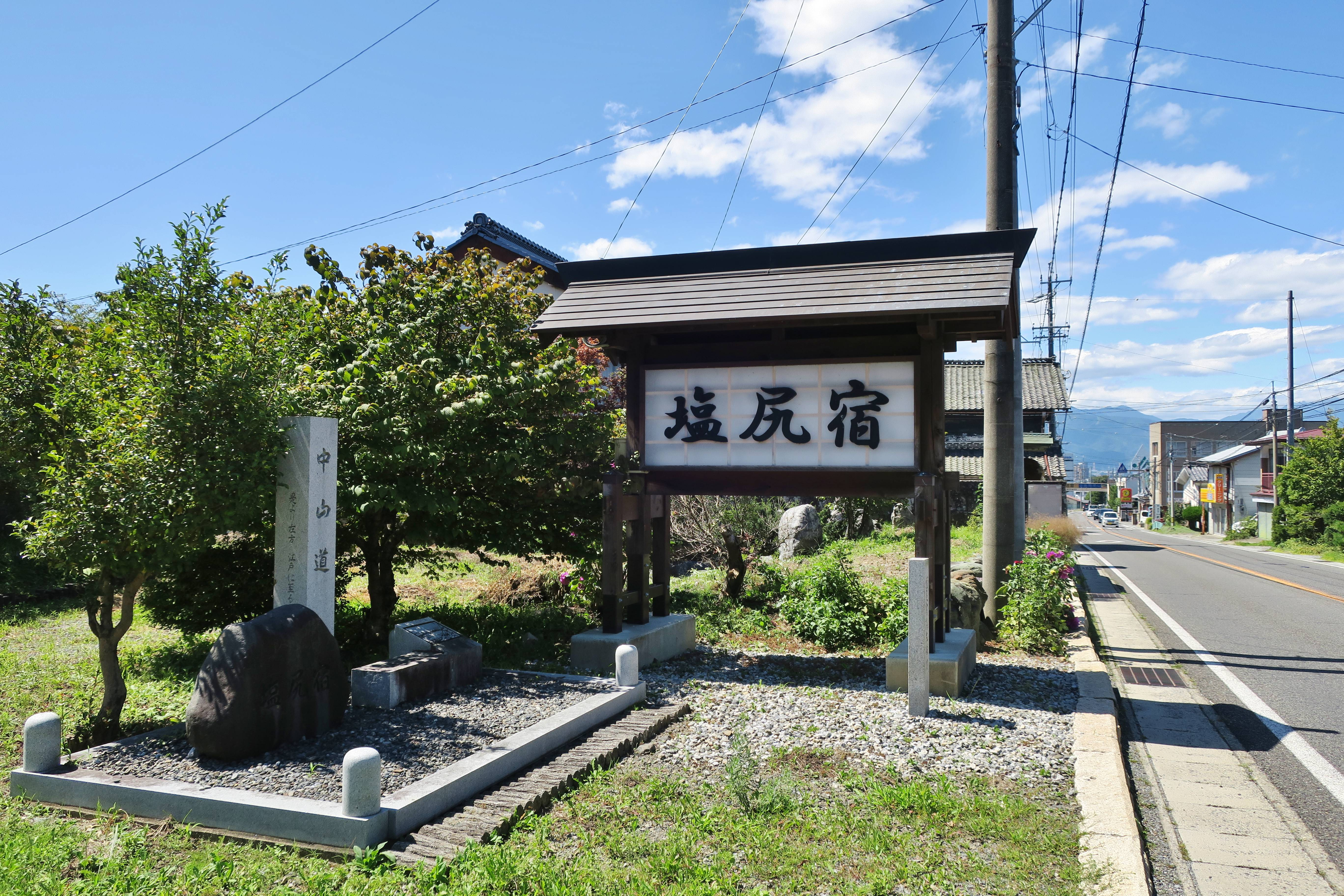
信濃国最大の宿場町であった中山道塩尻宿

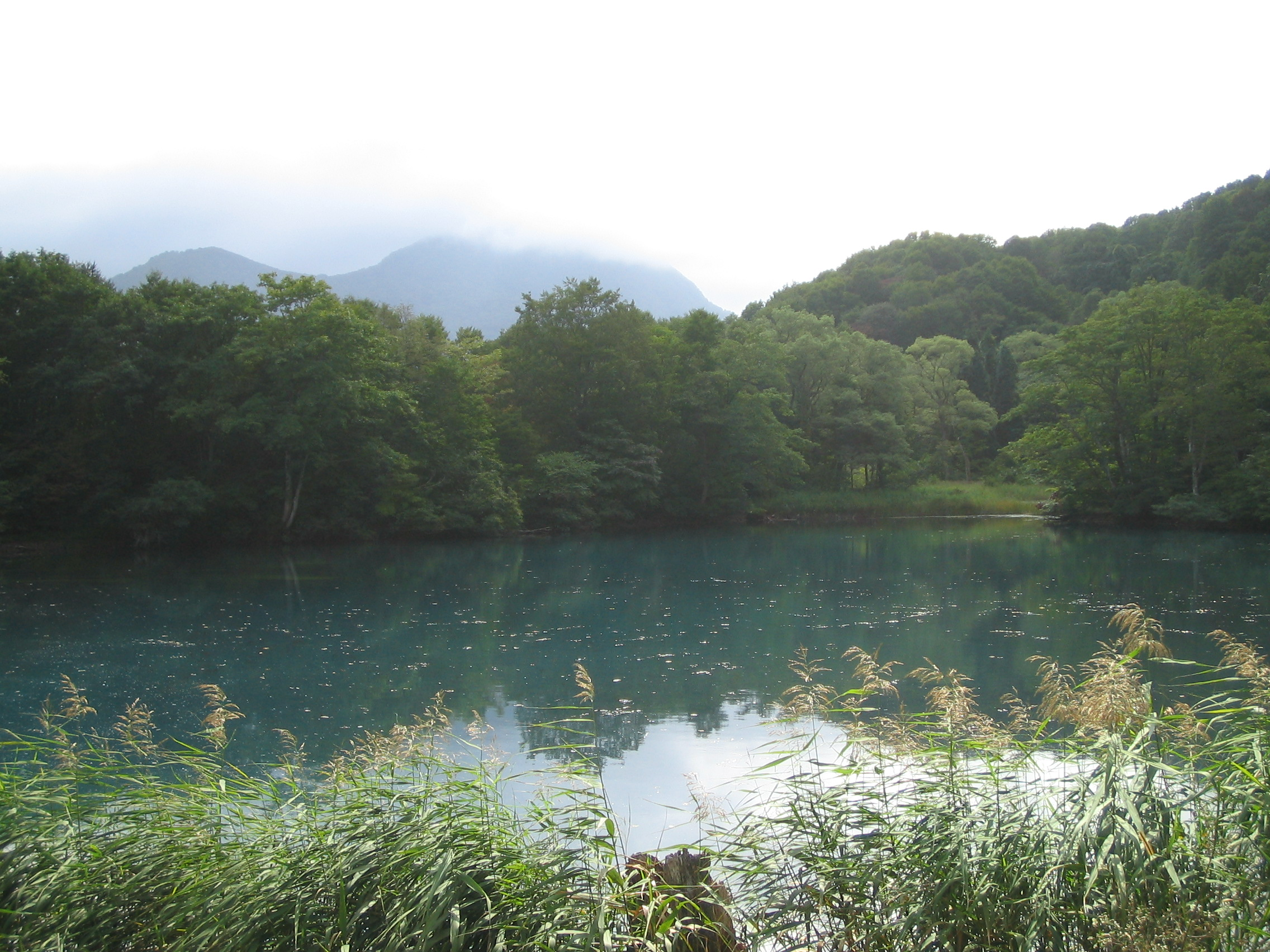
千国街道沿い、新潟県と長野県の県境にある白池

千国街道（ちくにかいどう）は、新潟県糸魚川から長野県大町・安曇野を経て松本盆地の松本・塩尻に至る道筋である。別名、糸魚川街道、安曇野街道、松本街道とも呼ばれる。信濃側では糸魚川街道、越後側では安曇野街道や松本街道と呼称された。沢渡宿と佐野宿、飯田宿と飯森宿は併せてひとつの宿として機能した。江戸時代は、信濃の松本藩が日本海産の塩を運ばせた主要ルートで、藩では太平洋産の塩を藩内に流入させるのを禁じ、領内に必要な塩はすべて日本海側から運ばせた。その理由は定かではないが、最も海に近いルートで複数の藩を経由せずに塩を運べたので利便性を優先した結果からだとする説がある。
現在、千国街道にあたる道筋は国道147号と国道148号の2本の一般国道の路線になっていて、これに並行してJR大糸線が走っている。古寺社や石仏、道祖神などの史跡が沿道に残されており、歴史観光のルートにもなっている。通過する自治体である小谷村・白馬村・大町市では、毎年5月初旬に「塩の道祭り」が催されていて、昔の旅姿に扮した地元住人が観光客とともに千国街道を歩く。
- 糸魚川宿（新潟県糸魚川市）
- 山口宿（新潟県糸魚川市）
- 大網宿（長野県小谷村）
- 来馬宿（長野県小谷村）
- 千国宿（長野県小谷村）
- 塩島新田宿（長野県白馬村）
- 飯田飯森宿（長野県白馬村）
- 沢渡佐野宿（長野県白馬村）
- 海ノ口宿（長野県大町市）
- 大町宿（長野県大町市）
- 池田宿（長野県池田町）
- 穂高宿（長野県安曇野市）
- 成相新田宿（長野県安曇野市）
- 松本宿（長野県松本市）
- 塩尻宿（長野県塩尻市）

### 三州街道
三州街道は、愛知県足助から、長野県伊那谷を通って塩尻に到達する街道である。盆地の道筋は、伊那街道、飯田街道とも呼ばれる。三州街道にあたる道筋は、ほぼ現在の国道153号になっていて、飯田 - 塩尻間でこれに並行してJR飯田線などが走っている。

#### 飯田街道
- 塩尻宿（長野県塩尻市）
- 小野宿（長野県塩尻市）
- 宮木宿（長野県辰野町）
- 松島宿（長野県箕輪町）

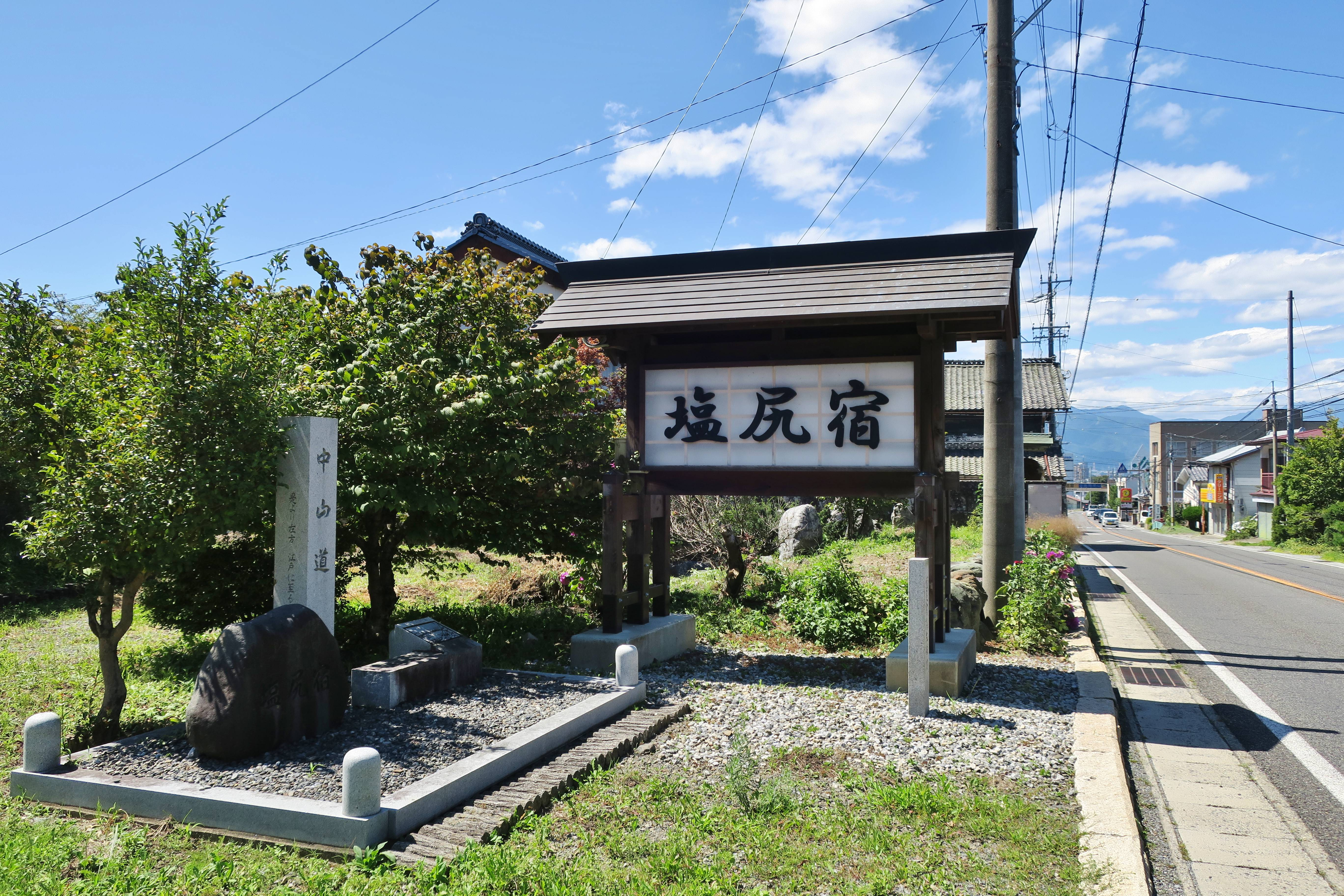
塩尻宿
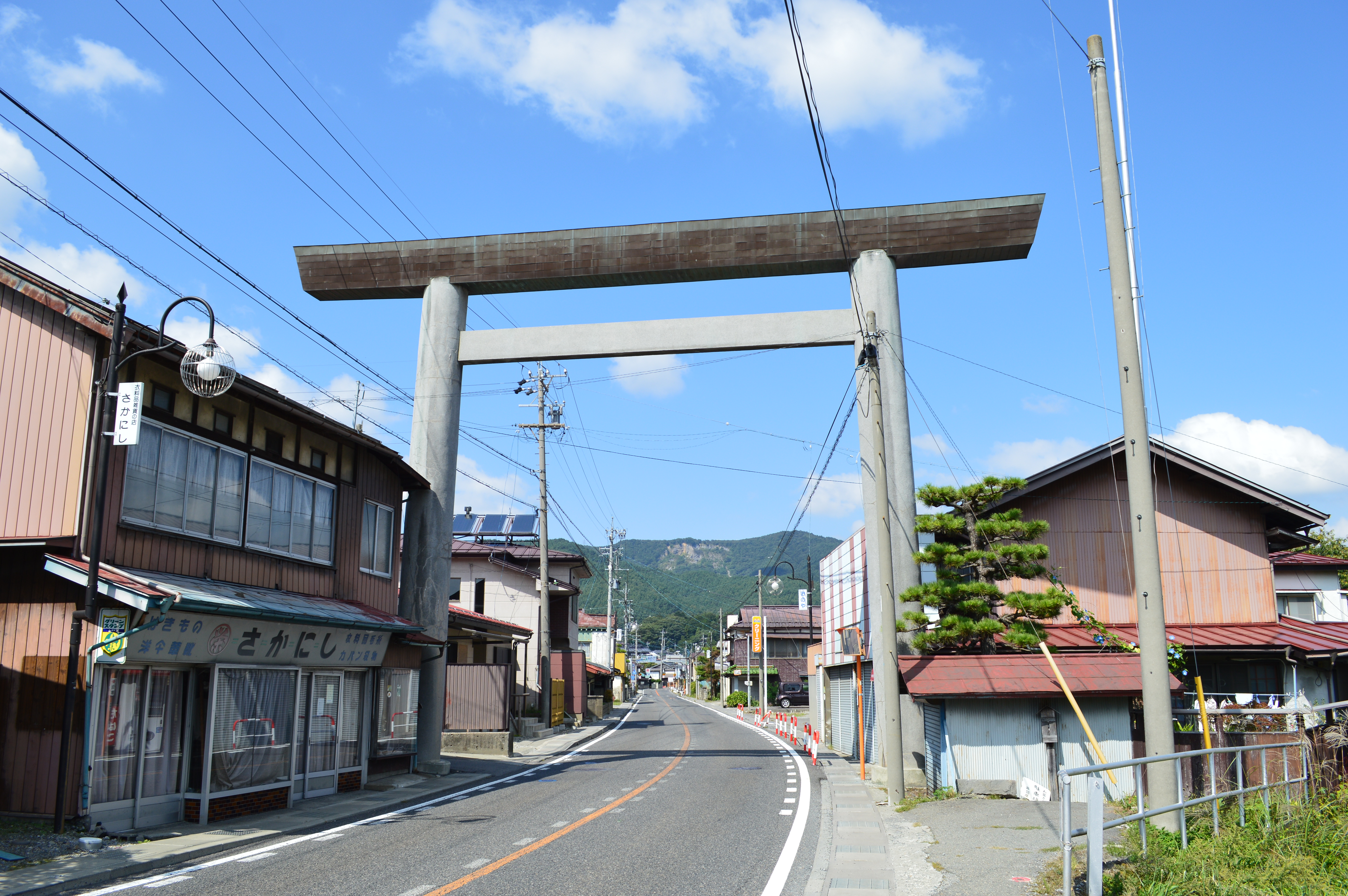
小野宿
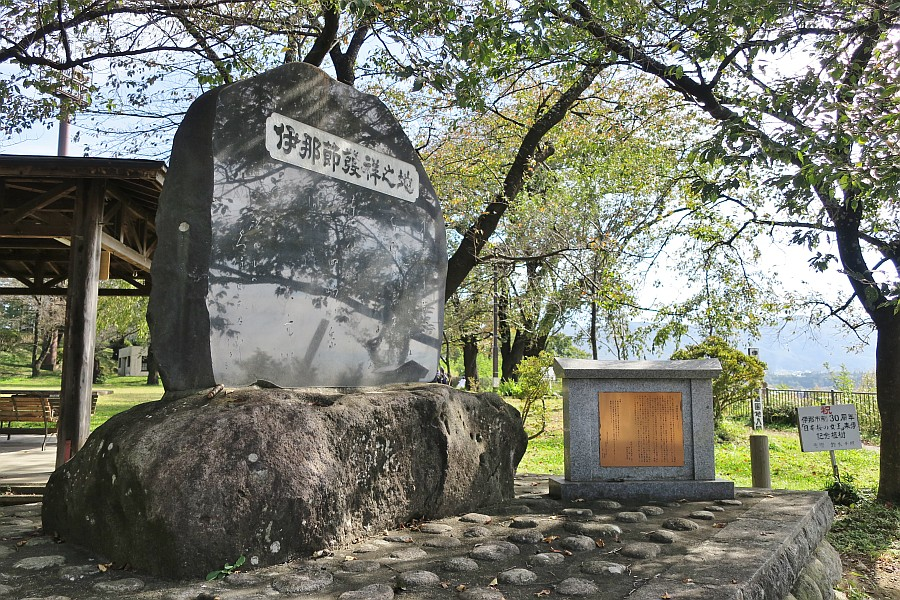
伊那部宿（長野県伊那市）
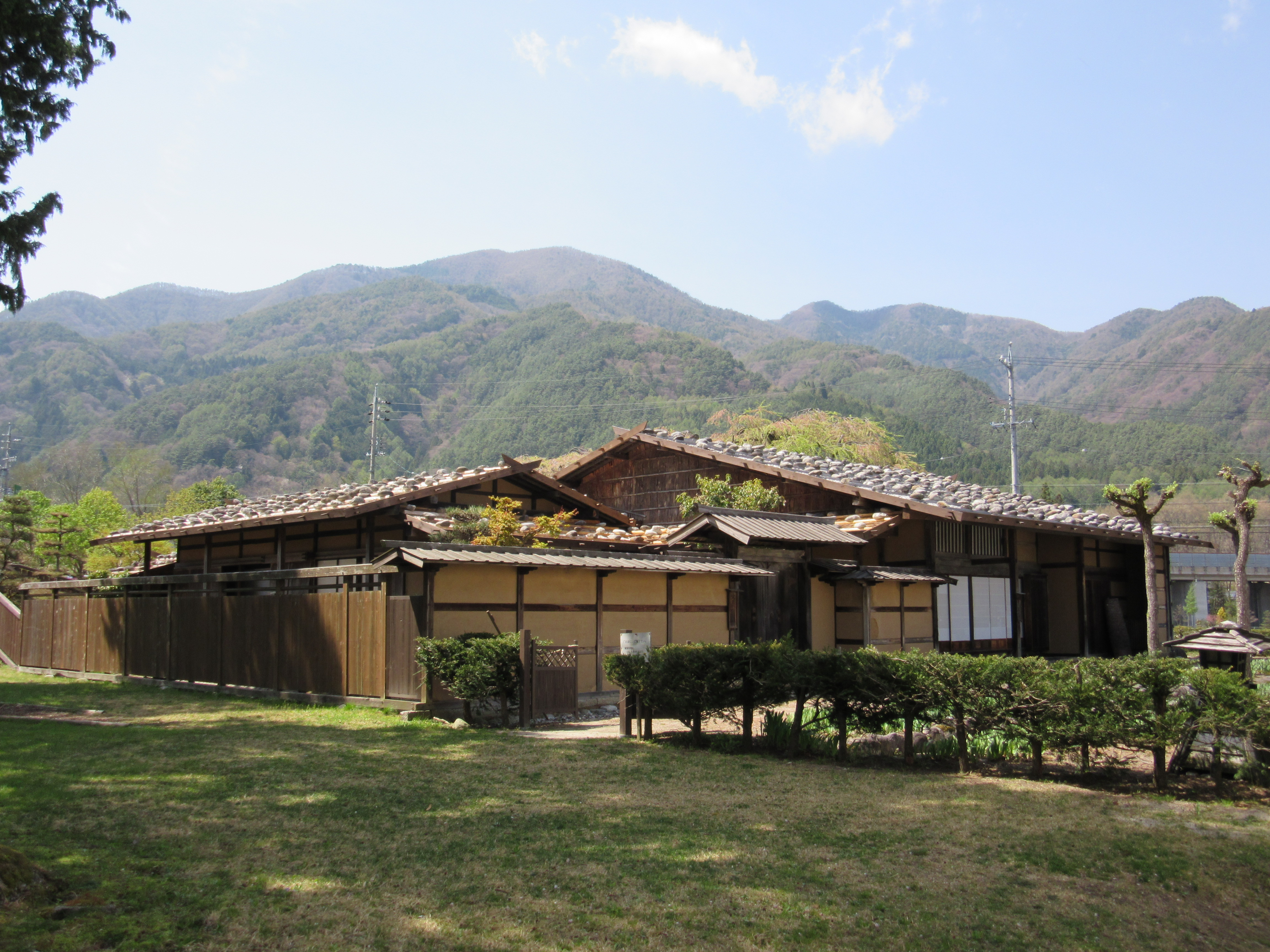
宮田宿（長野県宮田村）
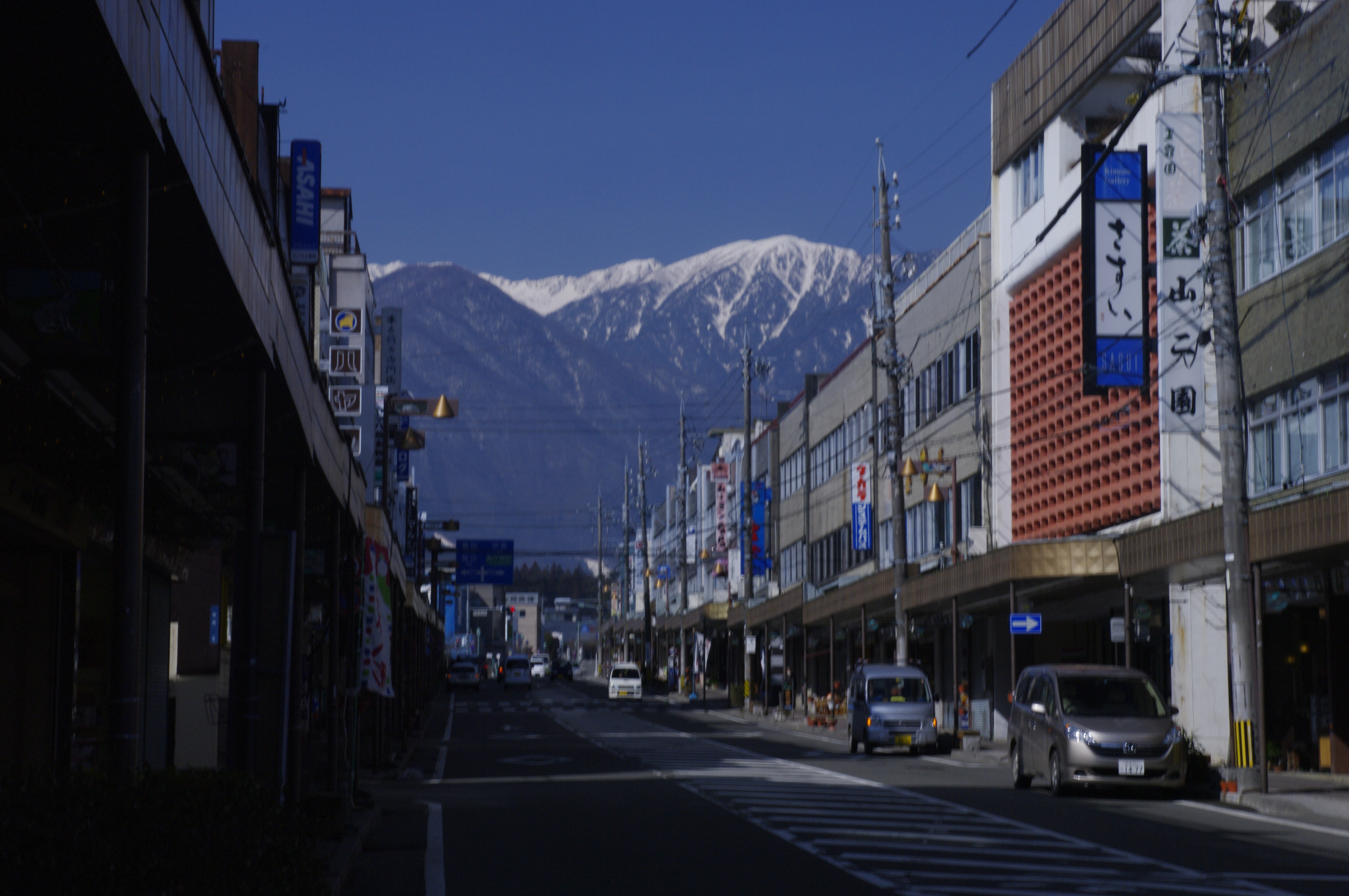
赤須上穂宿（長野県駒ヶ根市）
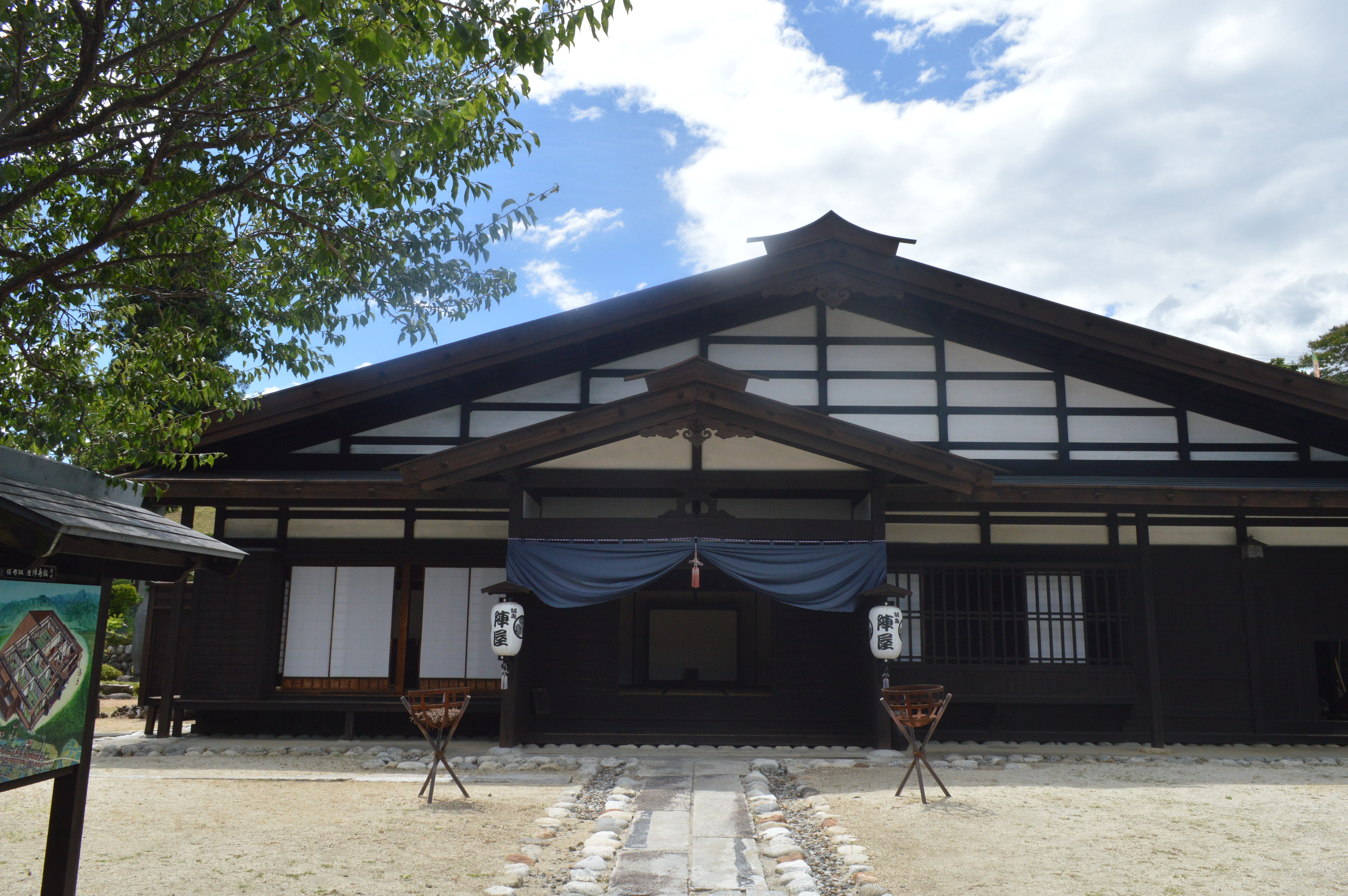
飯島宿
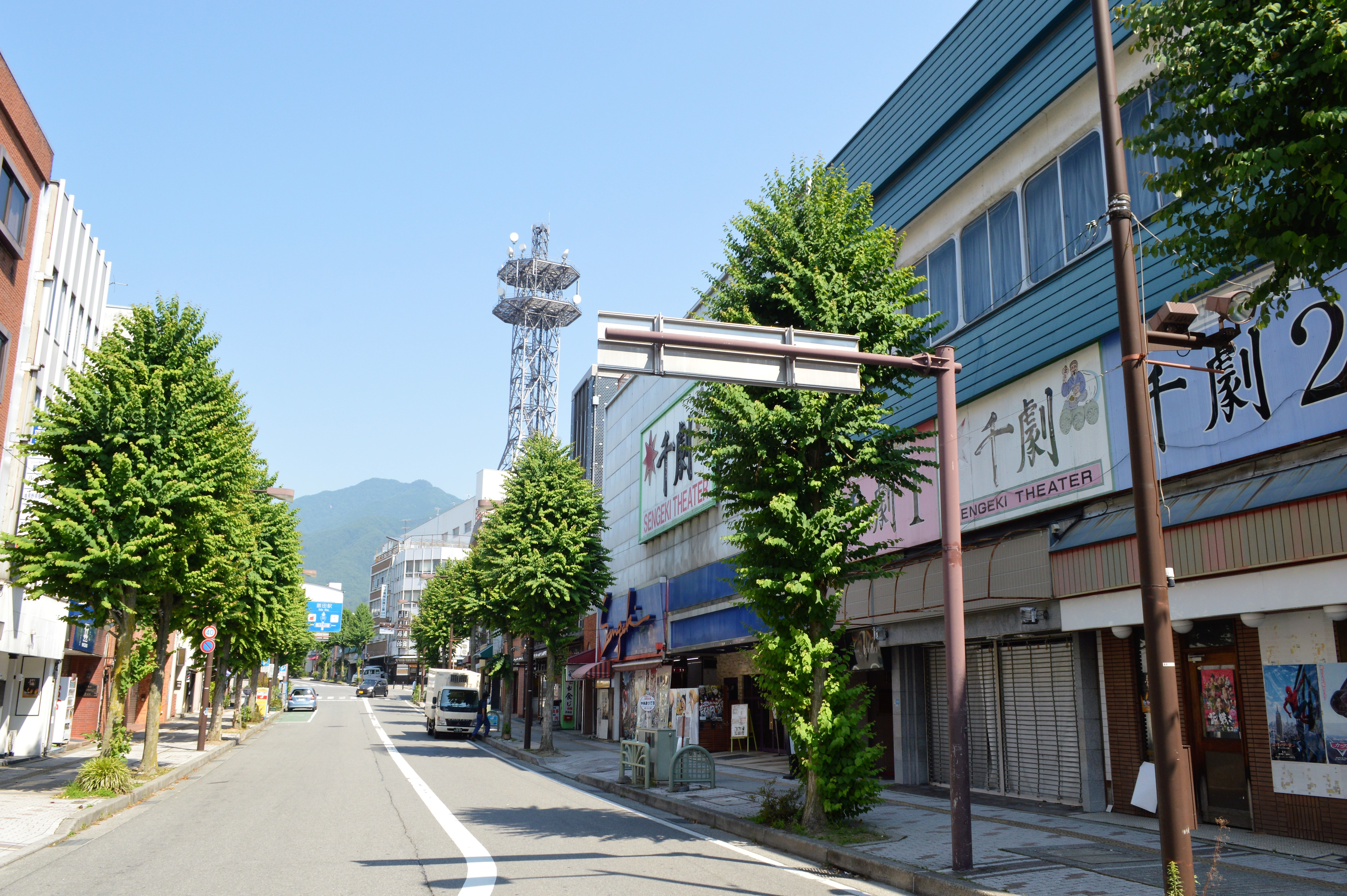
飯田宿
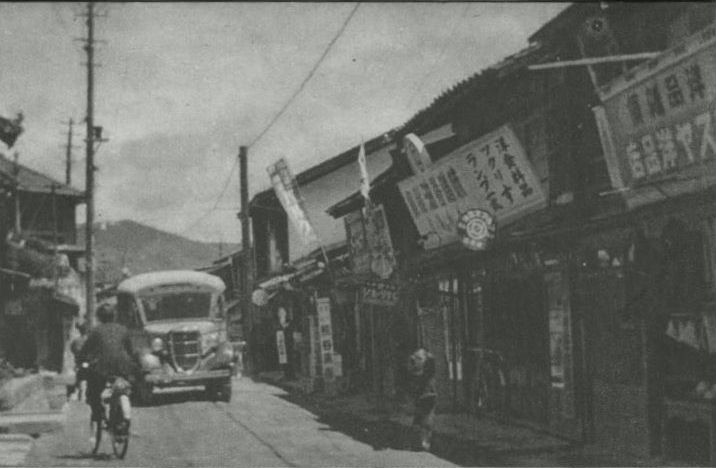
駒場宿
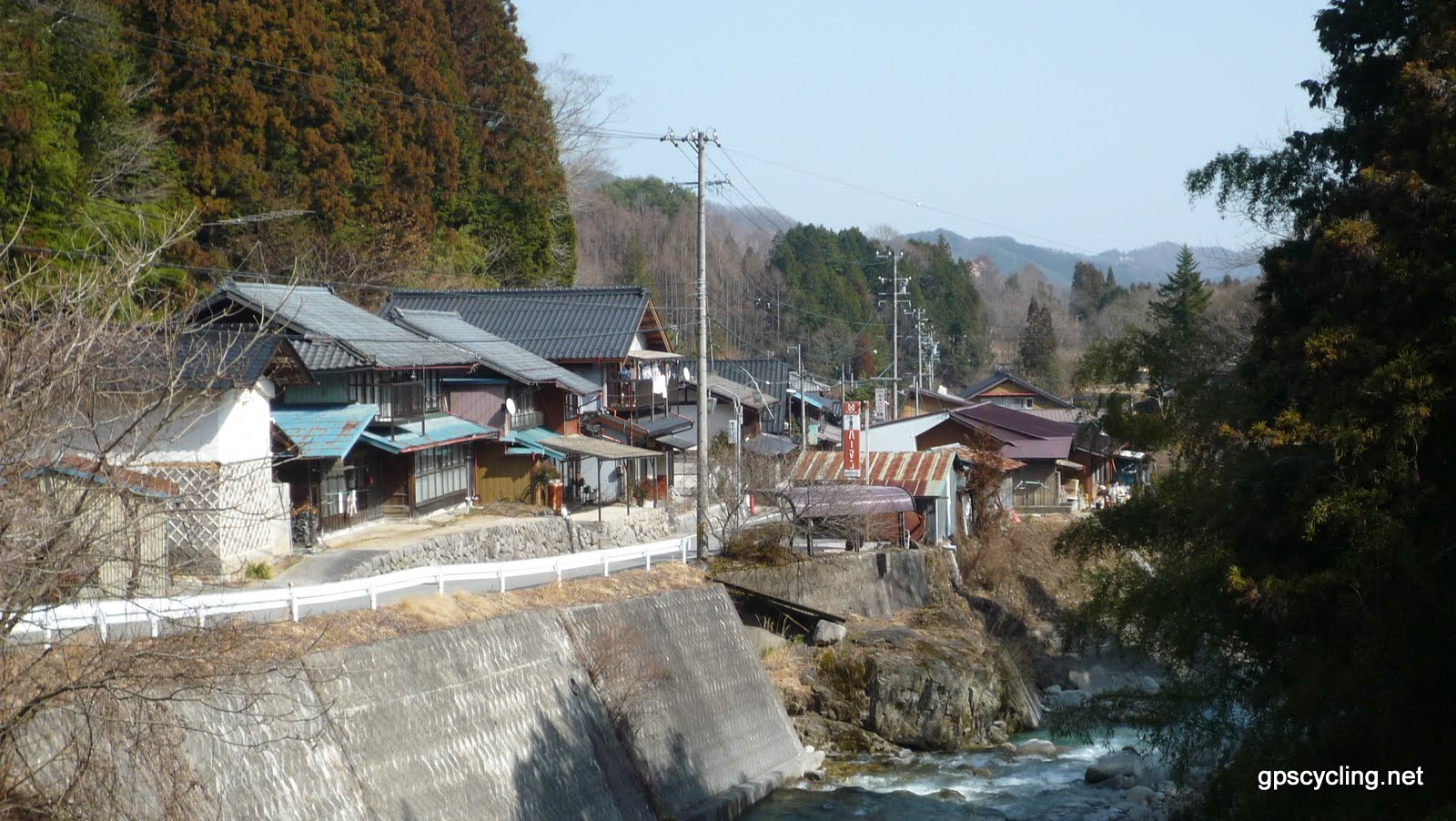
浪合宿
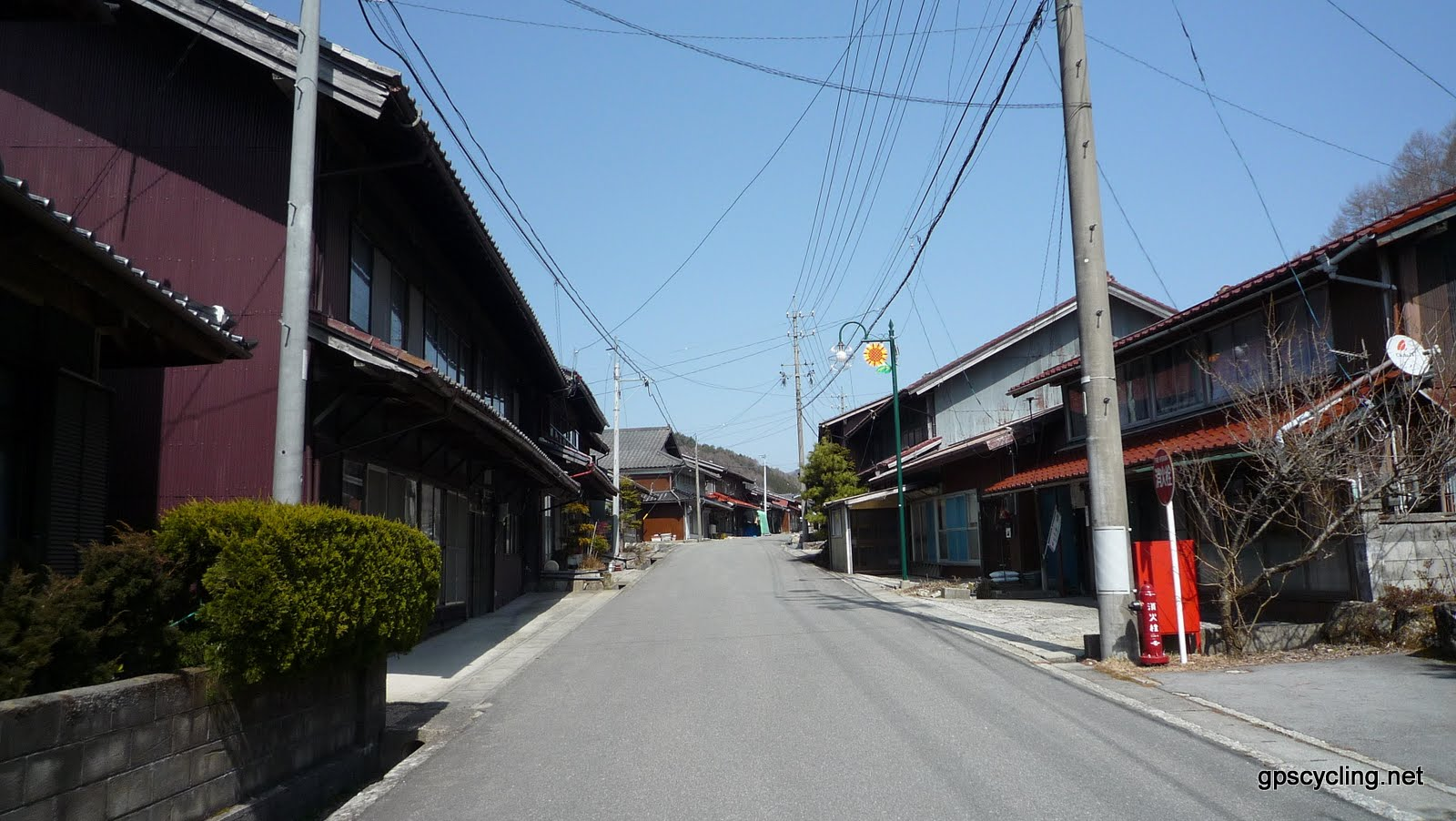
平谷宿
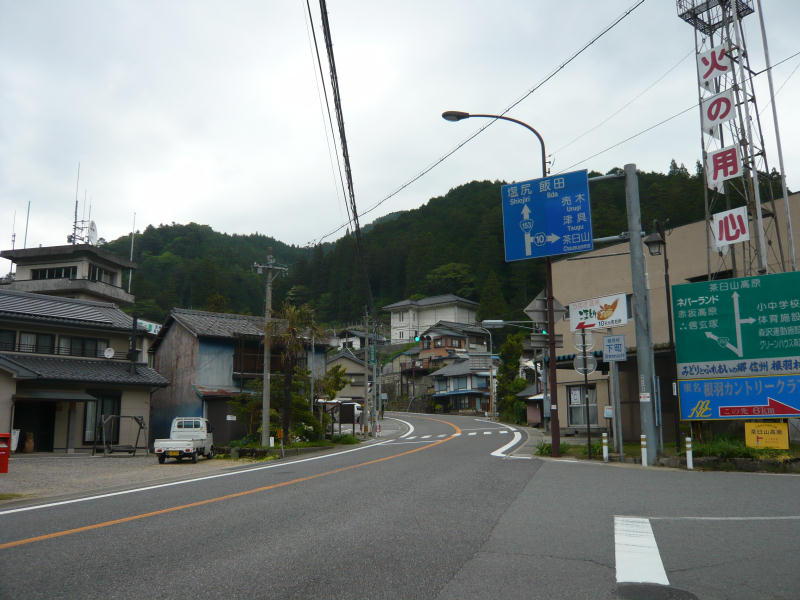
根羽宿
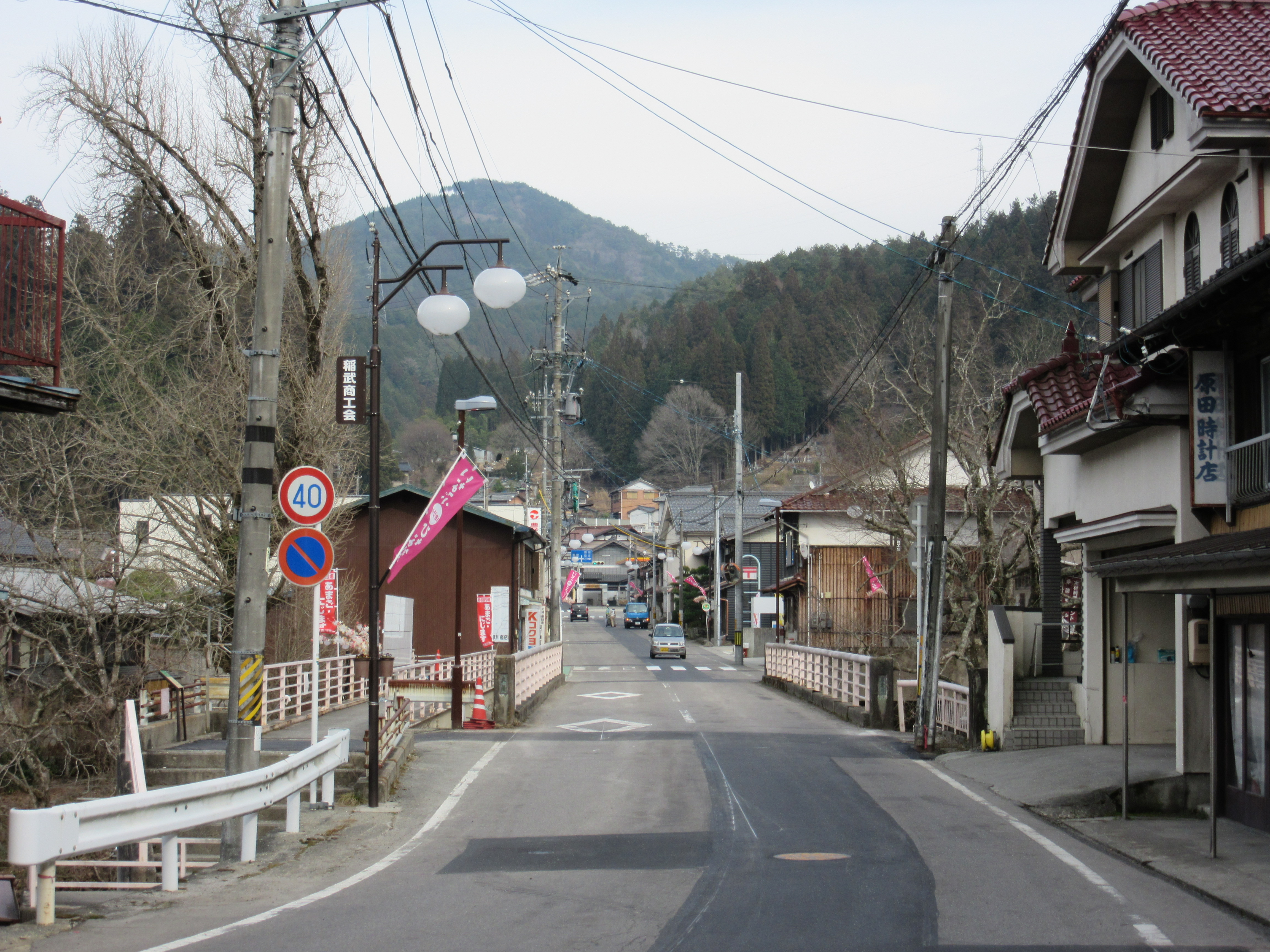
武節宿

- 飯島宿（長野県飯島町）
- 片桐宿（長野県松川町）
- 大島宿（長野県松川町）
- 市田宿（長野県高森町）
- 飯田宿（長野県飯田市）
- 駒場宿（長野県阿智村）
- 浪合宿（長野県阿智村）
- 平谷宿（長野県平谷村）
- 根羽宿（長野県根羽村）
- 武節宿（愛知県豊田市）
- 明川宿（愛知県豊田市）

- 塩尻宿
- 小野宿
- 伊那部宿
- 宮田宿本陣
- 赤須上穂宿
- 飯島宿
- 飯田宿
- 駒場宿
- 浪合宿
- 平谷宿
- 根羽宿
- 武節宿

#### 足助街道

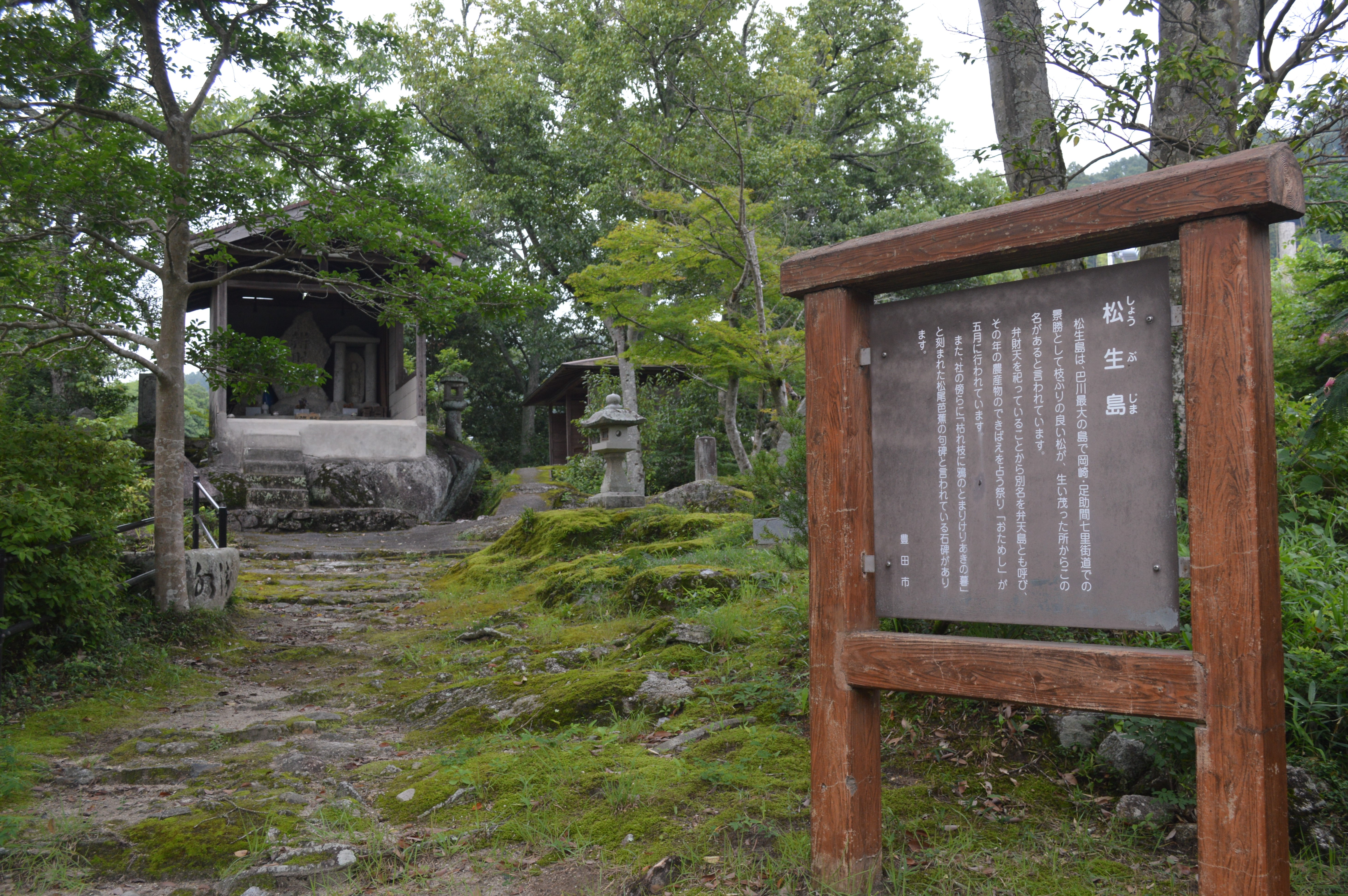
足助宿と九久平宿の間を流れる巴川に浮かぶ松生島

愛知県の足助 - 岡崎間は「足助街道」という呼び方が定着しており、この地域では「三州街道」という呼び方は一般的でない。
三河湾（大浜〔碧南市〕や一色や吉良など）で取れた三州塩を矢作川とその支流の巴川を舟で遡って足助まで運び、そこから馬で信州まで運ぶ「塩の道」。奥三河、足助の宿は中馬などで輸送された塩や茶荷などをここで積みかえられて信州方面へ送られた。伊那地方では「足助塩」とか「足助直」とよばれるほど、足助は中馬の拠点としての位置を占めていた。
- 明川宿（愛知県豊田市）
- 足助宿（愛知県豊田市）

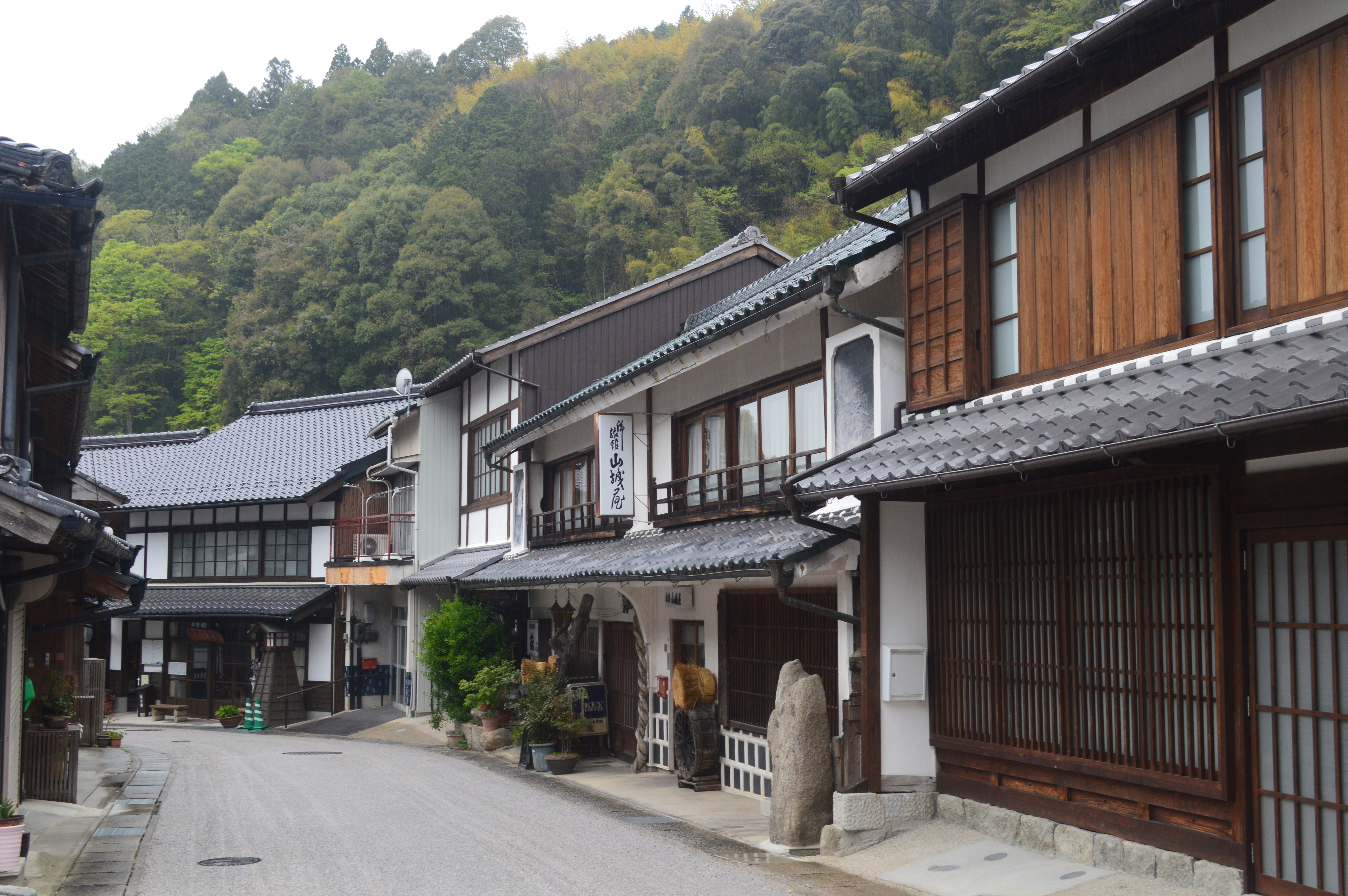
足助宿
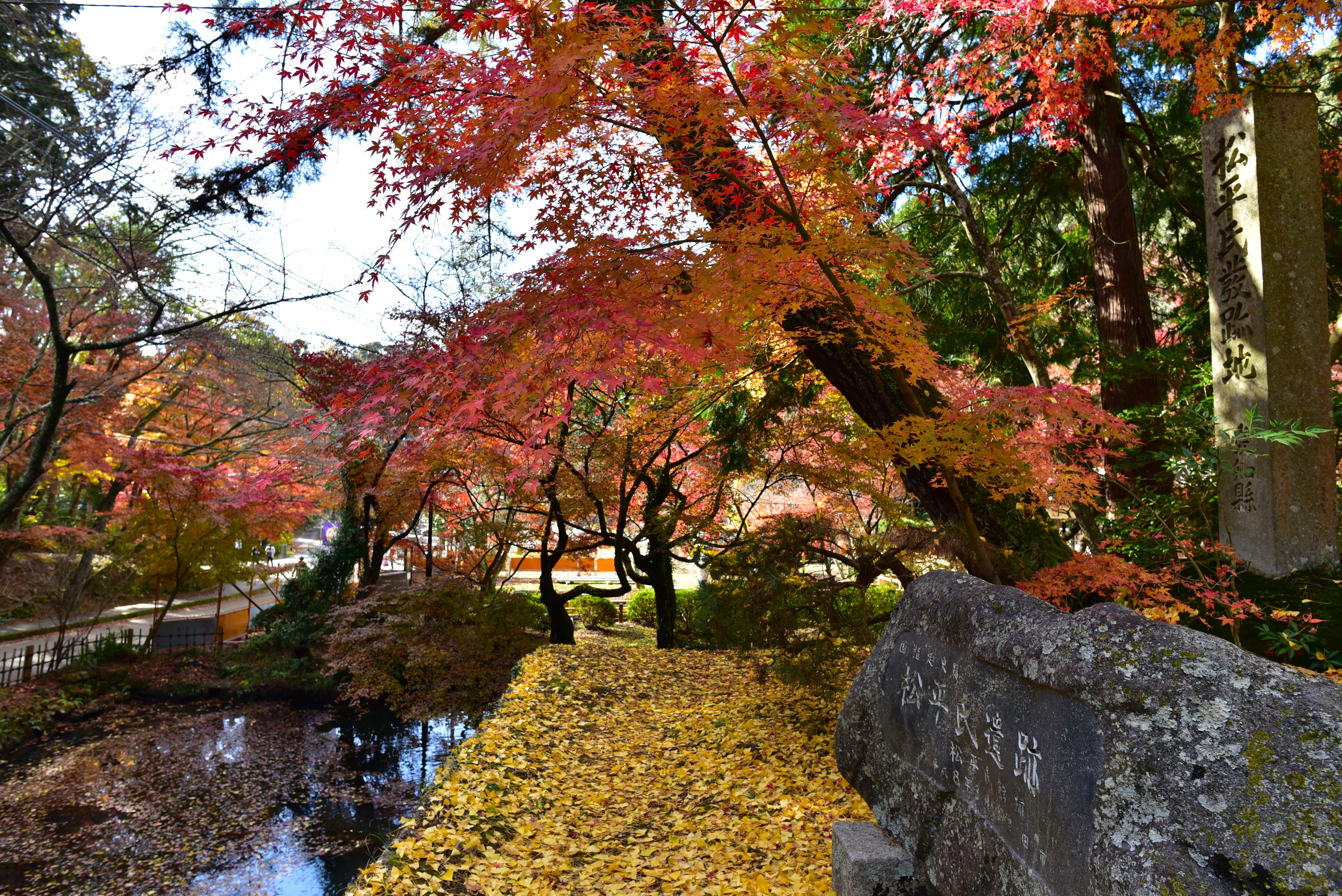
九久平宿（愛知県豊田市）
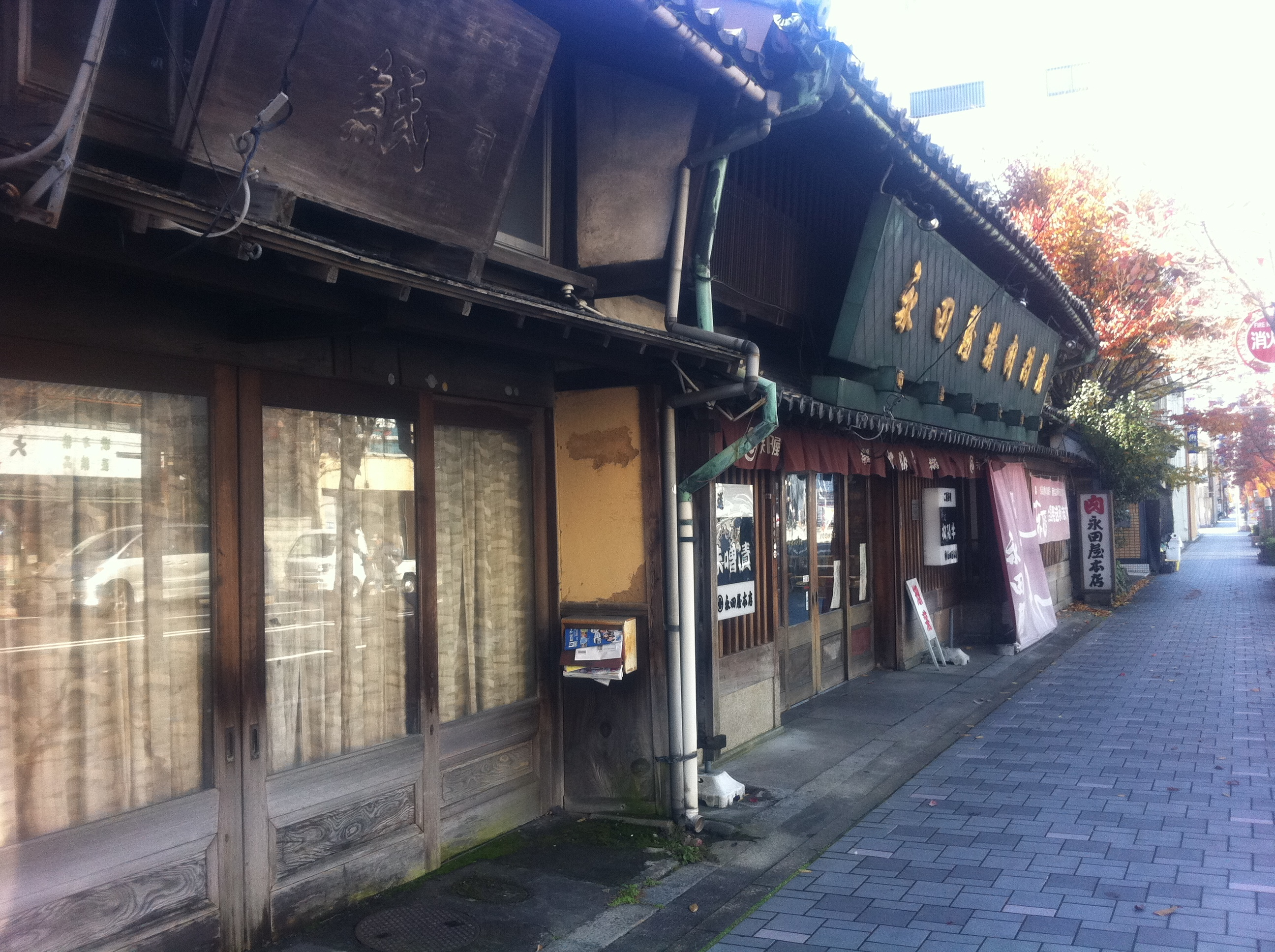
岡崎宿

- 桑原宿（愛知県岡崎市）
- 岩津宿（愛知県岡崎市）
- 岡崎宿（愛知県岡崎市）
- 三河湾
  - 大浜
  - 一色
  - 吉良

- 足助宿
- 九久平宿
- 岡崎宿

### 伊那街道
根羽宿で分岐し三河吉田に至る。途中の新城宿は「山の湊」、「山湊（さんそう)」と呼ばれ、足助同様、豊川の舟運から陸運に積み替える中馬の拠点として栄えた。ほぼ現在の国道151号になっており、こちらもこれに並行してJR飯田線が走っている。
- 根羽宿（長野県根羽村）
- 上津具宿（愛知県設楽町）
- 田口宿（愛知県設楽町）
- 海老宿（愛知県新城市）
- 新城宿（愛知県新城市）
- 豊川宿（愛知県豊川市）
- 吉田宿（愛知県豊橋市）

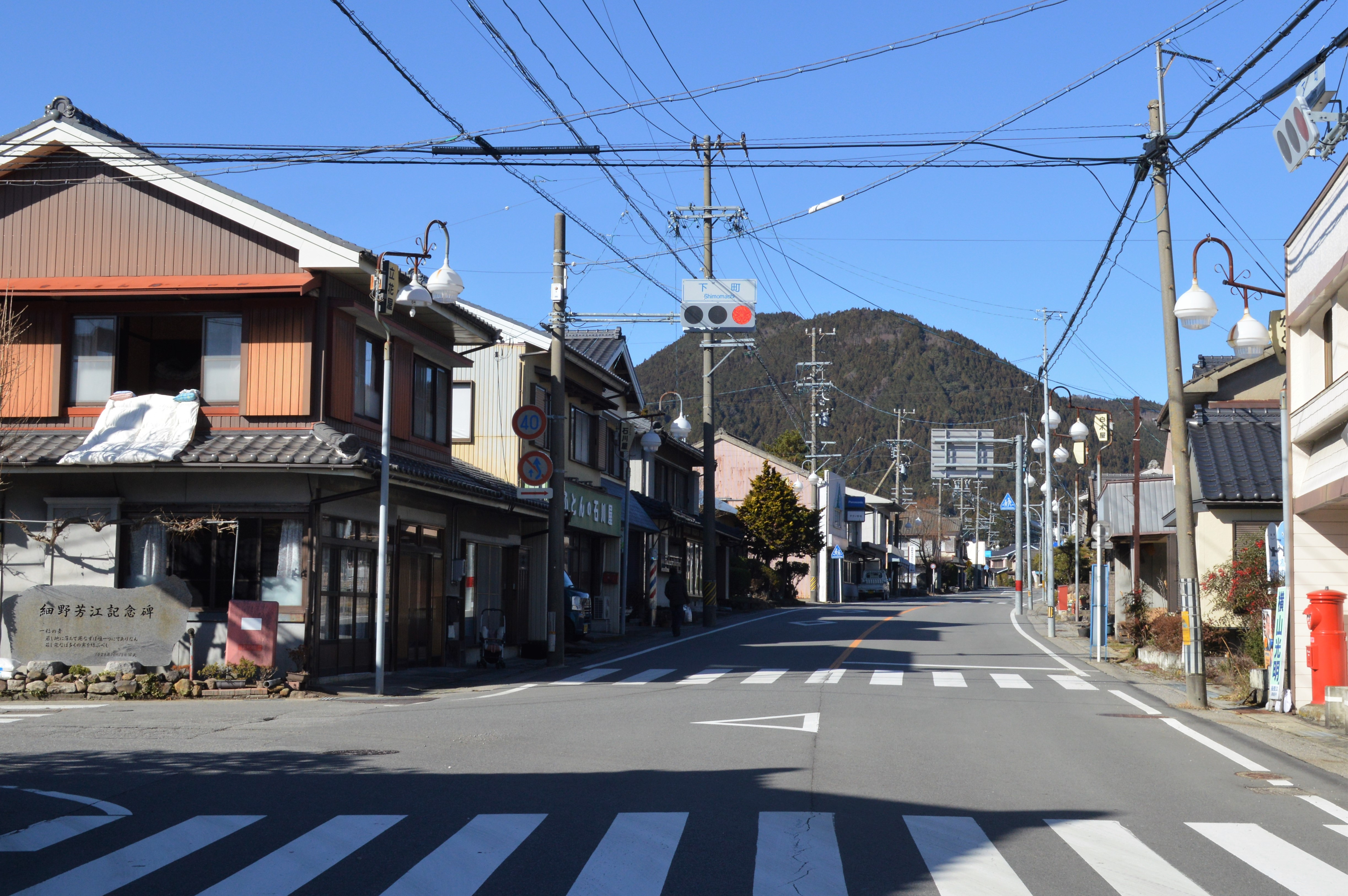
上津具宿
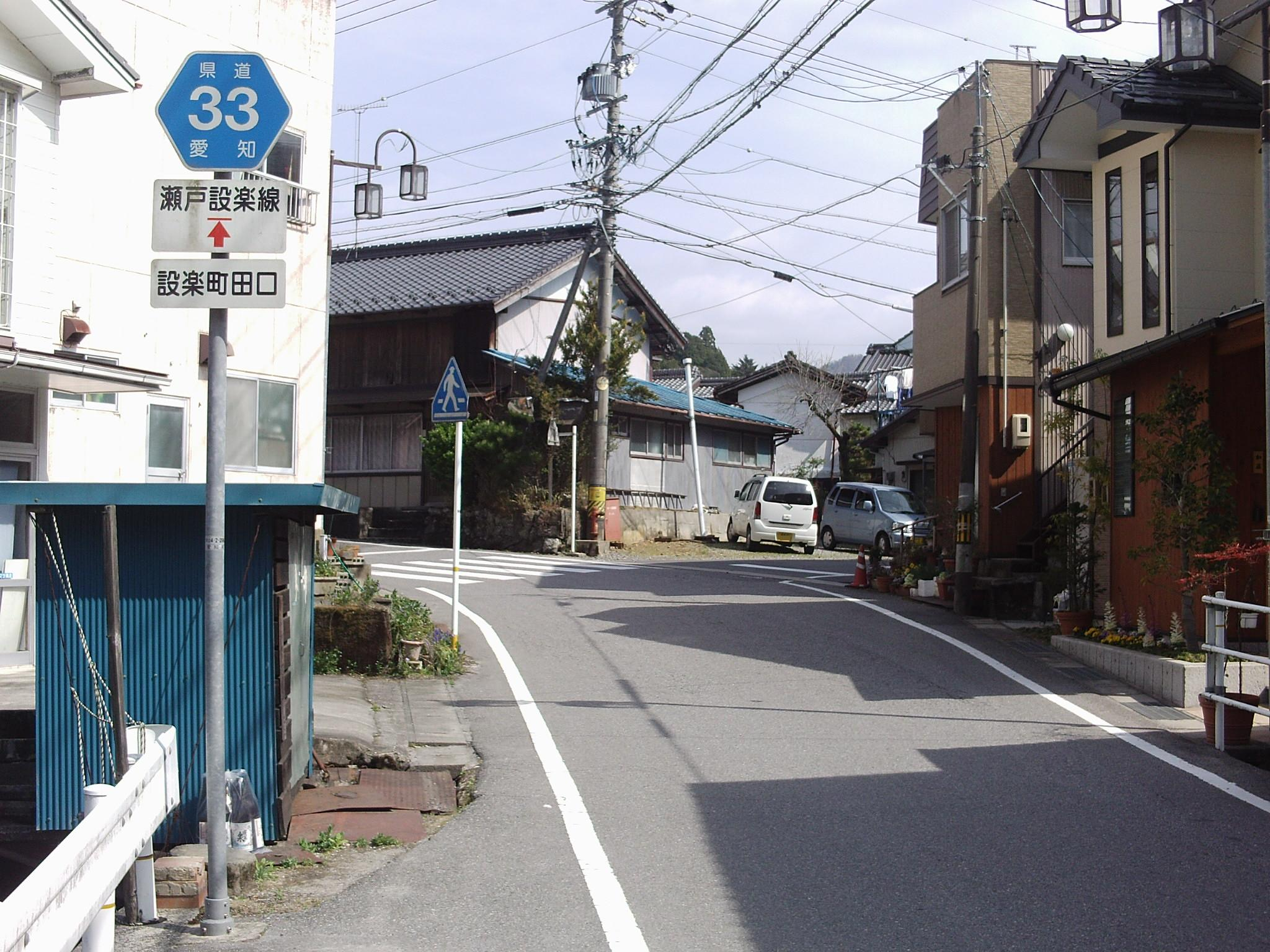
田口宿
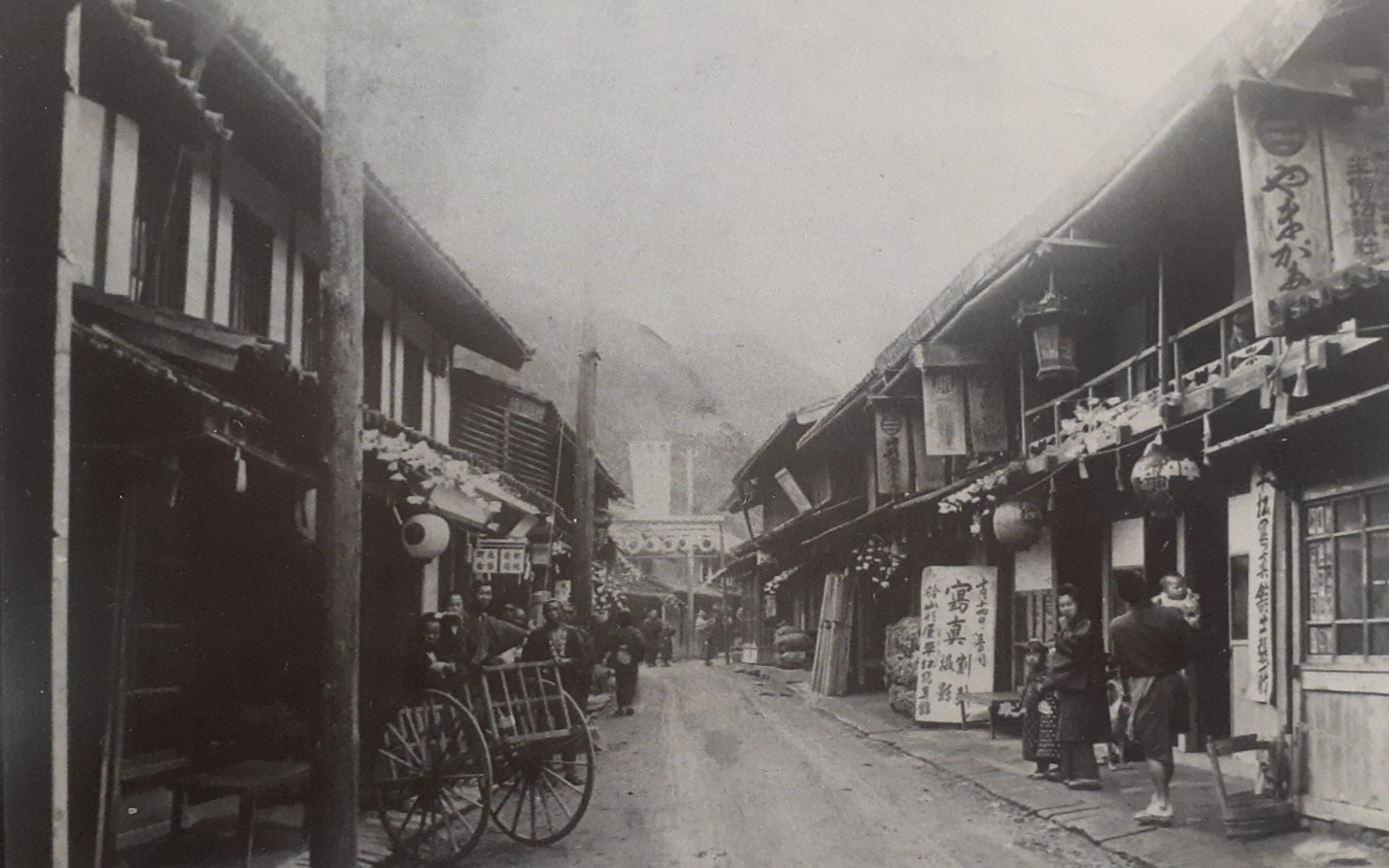
海老宿
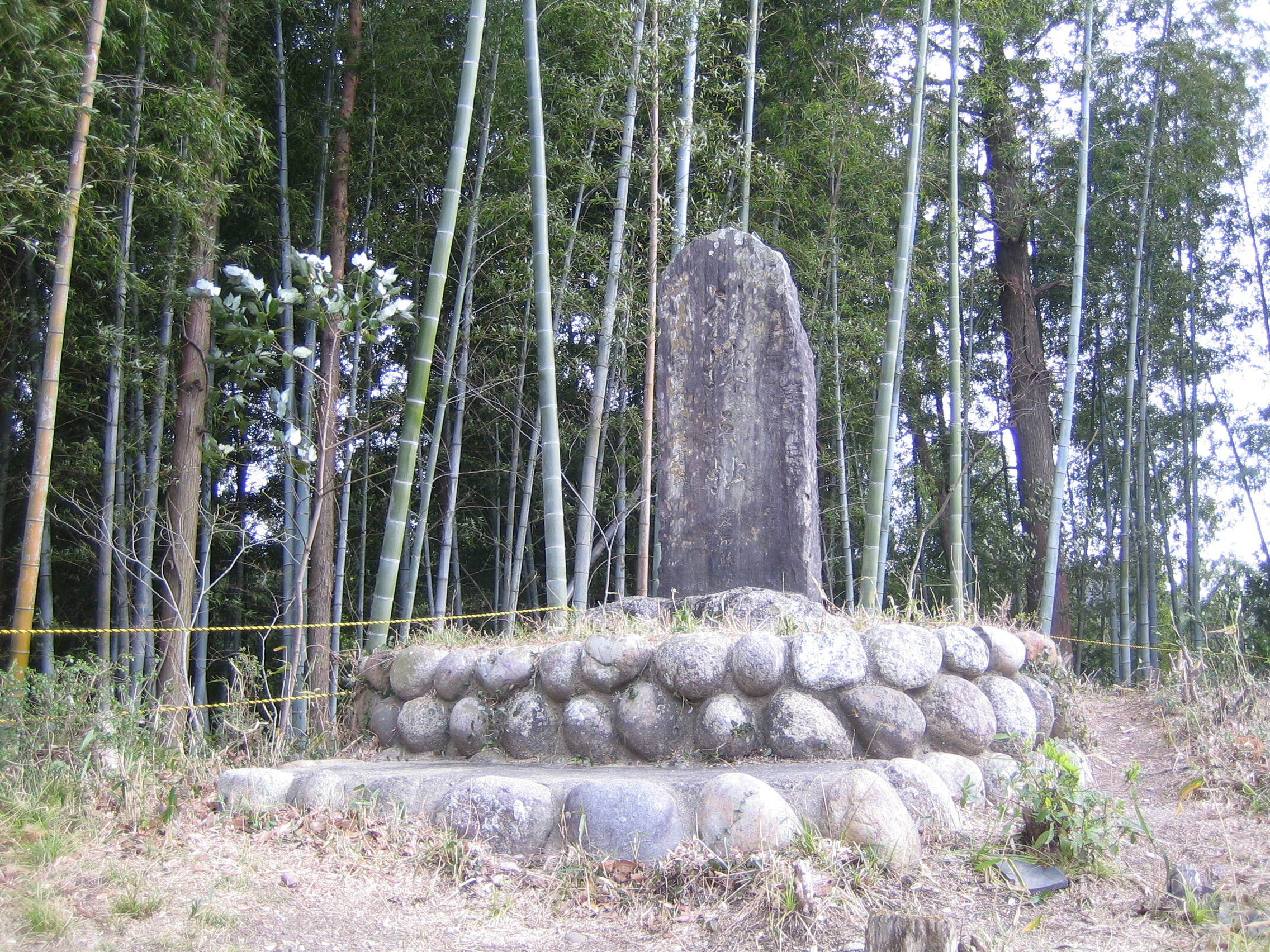
新城宿
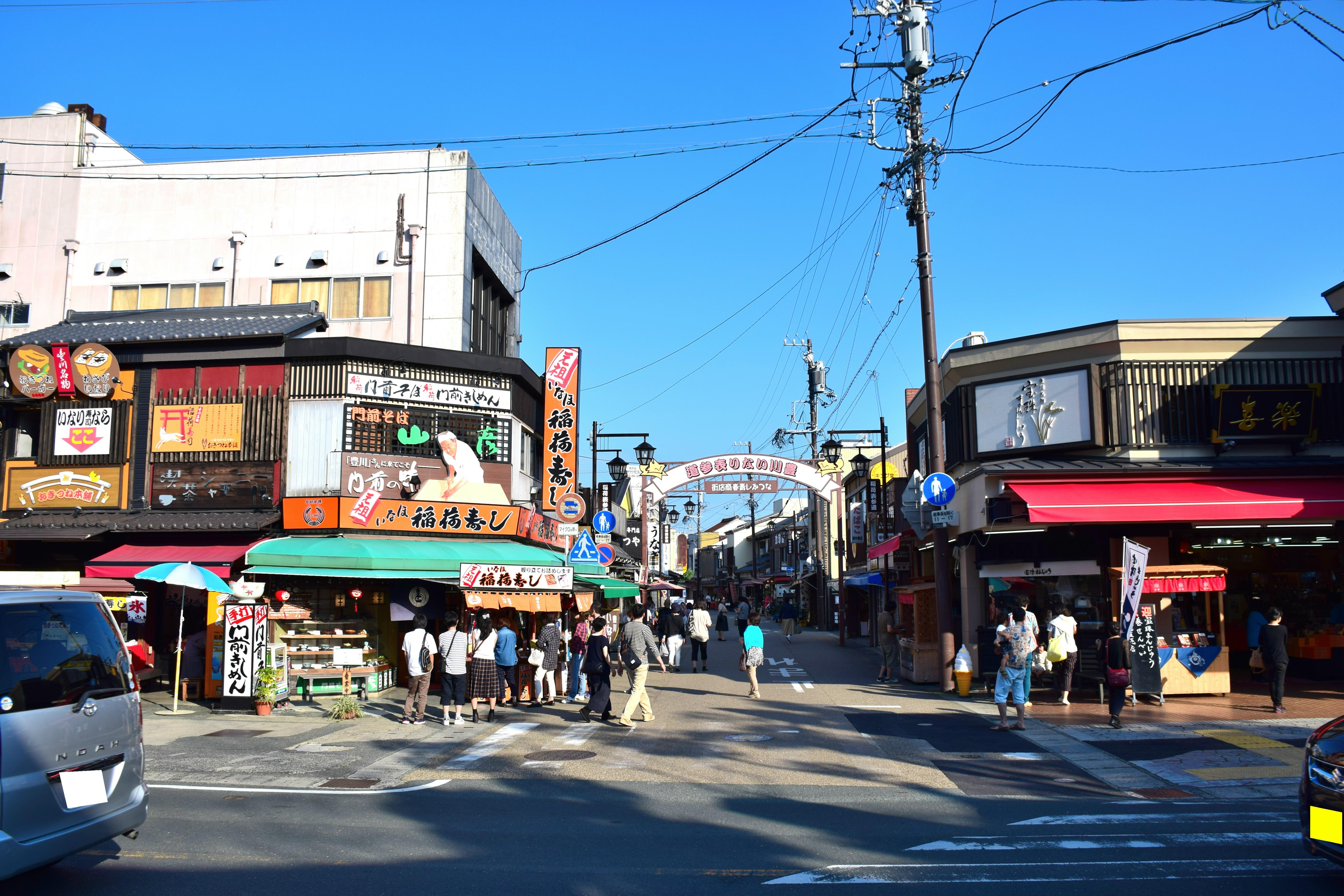
豊川宿
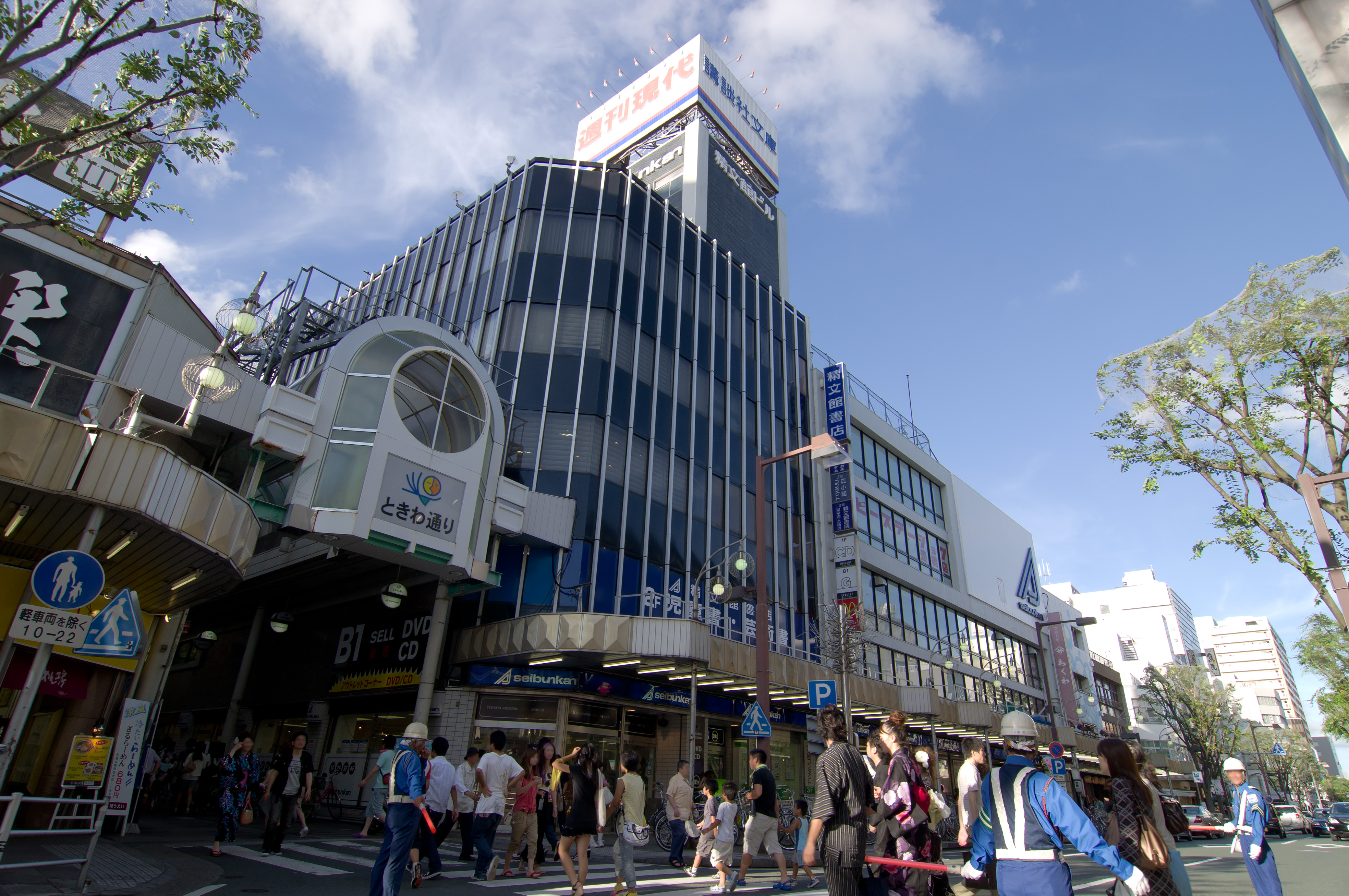
吉田宿

### 秋葉街道
秋葉街道（あきはかいどう）は、各地から秋葉大権現に通じる参詣者が向かう道の総称で、幾筋の道が存在する。「塩の道」と呼ばれるのは、遠州の相良から信州の塩尻を結ぶ約200 kmのルートである。途中の静岡県菊川市には「塩買坂（しおかいざか）」、掛川市には塩問屋が集まっていたという「塩町」など、塩にちなむ地名が残されている。終点の塩尻という地名も、相良から運ばれてきた塩の終着点を意味し、そこから更に山あいの村々へと運ばれていった場所だったことに由来する。
- 飯田宿（長野県飯田市）※ 三州街道と合流
- 小川路峠（長野県飯田市）
- 上村（長野県飯田市）
- 和田（長野県飯田市）
- 青崩峠（静岡県浜松市天竜区/長野県飯田市）
- 水窪（静岡県浜松市天竜区）
- 横吹（静岡県浜松市天竜区）
- 明光寺峠（静岡県浜松市天竜区）
- 西渡（静岡県浜松市天竜区）
- 上平山（静岡県浜松市天竜区）
- 下平山（静岡県浜松市天竜区）
- 秋葉山（静岡県浜松市天竜区）
- 坂下（静岡県浜松市天竜区）
- 犬居（静岡県浜松市天竜区）
- 小奈良安（静岡県浜松市天竜区）
- 大久保（静岡県周智郡森町）
- 一ノ瀬（静岡県周智郡森町）
- 三倉（静岡県周智郡森町）
- 西俣（静岡県周智郡森町）
- 葛布（静岡県周智郡森町）
- 城下（静岡県周智郡森町）
- 森（静岡県周智郡森町）
- 本郷（静岡県掛川市）
- 大池（静岡県掛川市）
- 掛川宿（静岡県掛川市）
- 板沢（静岡県掛川市）
- 高田（静岡県菊川市）
- 川上市場（静岡県菊川市）
- 塩買坂（静岡県菊川市）
- 園坂（静岡県牧之原市）
- 相良（静岡県牧之原市）

### 北国街道
北国街道（ほっこくかいどう）は、新潟県上越市直江津から長野県上田を経て、中山道追分宿（現・長野県北佐久郡軽井沢町）に達する道筋で、ほぼ現在の国道18号やしなの鉄道に沿っている。上田市にも塩の道の終着地を意味する「塩尻」の地名が残る。

### 海津街道
若狭湾から耳川沿いを通る若狭国と近江国を結ぶ海津街道の古道も「塩の道」と称されることがある。平城京跡から出土した木簡には弥美郷（みみごう）から塩三斗が納められたことを記すものがあり、この弥美郷は耳川河口域のことと考えられている。美浜産の塩が海津街道の古道（赤坂山近くの粟柄越の最短ルート）を通って琵琶湖へ運ばれ、南へ湖上輸送されていたとみられている。

## 敵に塩を送る
「敵に塩を送る」は、敵の弱みにつけこまずに、逆にその苦境から相手を救うという意味で使われる故事成語である。戦国時代の戦いで、駿河の今川氏と相模の後北条氏は、海側からの塩の道を絶って、武田信玄の領地である甲斐・信濃への塩の流通を止める兵糧攻め作戦に出た。甲斐・信濃で塩が不足して苦しんでいることを知った越後の上杉謙信が「武士道に反する」として、敵対する武田氏領国に塩を送ったとされる故事が有名で、その塩が運ばれたのが千国街道であると言われることがある。長野県松本市の中心商店街ではこの故事にちなみ毎年1月に「塩市」から変節した「あめ市」（塩の貴重性が失われた後に貴重品であった砂糖を使用した飴の市に変節）が伝統行事として開催され武田方と上杉方による塩取り合戦（綱引き）などが行われ大勢の見物客でにぎわいを見せる。しかし当時の資料からは、塩止め（荷留）をしたという事実はないと考えられ、後世に作られた美談とされている。